# Serekunda
Serekunda vagy Serrekunda város és egyben a legnagyobb urbánus központ Gambiában. Viszonylag közel fekszik az Atlanti-óceánhoz, Banjultól 13 km-re délnyugatra, és kilenc faluból áll, amiből egy nagyobb várost alakítottak ki.
A város nevét alapítójáról, Sayerr Jobe-ról  kapta.

## A település híres szülöttei
- Fatim Jawara (1997-2016), válogatott női labdarúgó

## Képek
- Utcakép
- Piackép Serekundában
- Serekundai mecset
- Serekundai mecset a Bundung-magasföldön